# Терещенко Мішель (мер Глухова)
Мішель Терещенко (Михайло Петрович) (нар. 15 вересня 1954 року в Парижі) — українсько-французький підприємець та місцевий політик, мер міста Глухів у 2015-2020 роках. Нащадок роду українських дворян, промисловців і меценатів Терещенків. Відроджує в Україні льонарство.

## Життєпис
Батько Мішеля (Михайла) — Терещенко Петро Михайлович (1919—2004), був відомим у Франції вченим-хіміком. Розробляв технології виготовлення біопалива з ріпаку. Дід Мішеля, Михайло Терещенко (1888—1956) був міністром фінансів та міністром закордонних справ Тимчасового уряду Російської Імперії.
Мішель закінчив бізнес-школу[джерело?]. Служив в збройних силах Франції. Був президентом компанії з виробництва приладів для дайвінгу. У 1994 вперше відвідав Україну як турист. У 2002 році вперше відвідав Глухів — батьківщину своїх пращурів. Того року вирішив іммігрувати в Україну з Франції.
З 2003 живе у Глухові і Києві. Заснував Фундацію спадщини Терещенків, завданням якої є підтримка поточної діяльності в будівлях, побудованих Терещенками в Києві та Глухові понад 100 років тому. Мішель Терещенко планує й надалі розвивати свій бізнес у Глухові, де кілька століть жили його пращури, а також усіляко підтримувати це місто. У 2009 році заснував компанію «Linen of Desna».
21 березня 2015 року президент Порошенко вручив Мішелю паспорт громадянина України, він високо оцінив рішення Мішеля отримати українське громадянство в непрості для України часи.

### Мер Глухова
25 жовтня 2015 року на місцевих виборах сенсаційно набрав 64,58 % голосів виборців Глухова, ставши міським головою. Його опонент Юрій Бурлака, колишній мер міста і член партії регіонів, набрав 31 %.
Після виборів колишнє керівництво міста прагнуло заважати роботі Мішеля і його нової команди, зокрема, у 2015—2017 роках пройшло більше 50 судів, які часто стосувалися кадрових змін.
Завдяки роботі Мішеля 2015 року в місті суттєво зменшено вплив[джерело?] колишнього члена Партії регіонів, нині нардепа і почесного громадянина Глухова Андрія Деркача. До приходу нового мера бюджет Глухова нараховував 48 млн грн і мав дефіцит у 12 млн грн, на березень 2018 року бюджет розраховано на 72-73 млн, а річний профіцит сягнув 14 млн грн.
За ініціативою Мішеля та в рамках декомунізації в Глухові знесено пам'ятник Леніну, натомість поставлено пам'ятник молодому Тарасові Шевченку. 
1 жовтня 2018 року Терещенко оголосив, що йде з поста мера Глухова через участь у Президентських виборах. 28 листопада 2018 року у зв'язку з введенням в Сумській області воєнного стану вирішив залишитися на посаді міського голови. 

### Кандидат в президенти
У вересні 2018 року зробив заяву, що має намір брати участь у президентських виборах 2019-го року.
В жовтні 2018 року Мішель Терещенко продав свій бізнес з вирощування льону і ненаркотичної коноплі.

### Кандидат в депутати
Кандидат в народні депутати від партії Самопоміч на парламентських виборах 2019 року (виборчий округ № 159, Сумська область). Безпартійний.

## Інше
Володіє англійською, італійською, французькою, іспанською, українською та російською мовами.

## Сім'я
- Дружина Олена Терещенко (Єскіна), донька Олександра; одружились 2016 року. Олена — колишній депутат Київської міської ради, радник міського голови Глухова.

- Син Нікола, народився 18 жовтня 2018 року.[12]

У Мішеля Терещенка від попереднього шлюбу є дорослі син і донька, які живуть у Франції.